# Konrad Brunner
Konrad Brunner (* in Muri; † 9. März 1410 ebenda) war ein Schweizer Benediktinermönch. Von 1380 bis zu seinem Tod war er Abt des Klosters Muri im heutigen Kanton Aargau.

## Biografie
Brunner war der Sohn eines wohlhabenden Bauern aus dem bei Muri gelegenen Weiler Hasli. Um das Kloster, das im Jahr 1363 durch einen Grossbrand schwer beschädigt worden war, finanziell zu unterstützen, erwarb er aus seinem eigenen Vermögen einen Rebberg in Thalwil. Seine Wahl zum Abt erfolgte am 26. April 1380; er war der erste Vorsteher der Abtei grossbäuerlicher Herkunft. 1386 brandschatzten die Eidgenossen das Kloster während des Sempacherkriegs. Um die erlittenen Schäden wiedergutzumachen, schenkte Herzog Leopold IV. von Habsburg 1399 die Pfarrei Villmergen und 1403 die Pfarreien Sursee und Oberlunkhofen.
Die benediktinischen Ordensregeln wurden kaum mehr befolgt und es hatte sich inzwischen eine Pfründenwirtschaft entwickelt, mit der die Mönche jeweils ihren eigenen Haushalt mitsamt Bediensteten finanzierten. 1402 musste der Abt ein Gericht anrufen, damit die Einkünfte aus der Pfarrei Sursee zumindest vorübergehend für den Wiederaufbau der Klostergebäude eingesetzt werden konnten. Auch beschränkte er die Anzahl der Pfründen, um die Klosterwirtschaft nicht zu überlasten.